# Galathea acis
Galathea acis  (лат.) — вид неполнохвостых десятиногих ракообразных из семейства Galatheidae.

## Распространение
Индийский океан и Тихий океан. Япония (Ryukyu Islands), Mariana Islands (Гуам), Папуа Новая Гвинея, Самоа, Австралия, Christmas Islands, Квинсленд, Вануату и Новая Каледония, на глубинах от 0 до 91 м.

## Описание
Мелкие ракообразные, длина тела около 0,5 см. 2–4-й абдоминальные сомиты и переоподы красноватого цвета. Карапакс примерно равной длины и ширины. Рострум дорзовентрально сплющенный, треугольной формы с несколькими латеральными зубцами, в 1,4 раза длиннее своей ширины и равен 0,6 длины карапакса. Живут на мелководье. Galathea acis сходен с видом Galathea mauritiana  Bouvier, 1914. Вид Galathea acis назван в честь героя древнегреческой мифологии Акида (Ациса, Acis), который в возрасте 16 лет полюбил нимфу Галатею и был убит скалой своим соперником в любви, циклопом Полифемом.